# Eburiphora reichei
Eburiphora reichei is een keversoort uit de familie mierkevers (Cleridae). De wetenschappelijke naam van de soort is voor het eerst geldig gepubliceerd in 1844 door Spinola.